# إيف آرشامبو
إيف آرشامبو هو لاعب هوكي الجليد كندي، ولد في 22 يونيو 1952 في مونتريال في كندا.

## وصلات خارجية
- إيف آرشامبو على موقع EliteProspects.com (الإنجليزية)
- إيف آرشامبو على موقع HockeyDB.com (الإنجليزية)